# Кызылжарма
Кызылжарма (каз. Қызылжарма, до 1997 г. — Комсомольское) — село в Кызылординской области Казахстана. Находится в подчинении городской администрации Кызылорды. Административный центр Кызылжарминского сельского округа. Код КАТО — 431043100.

## Население
В 1999 году население села составляло 4126 человек (2062 мужчины и 2064 женщины). По данным переписи 2009 года, в селе проживали 5484 человека (2721 мужчина и 2763 женщины).
2022 год население- 8641, из которых 6019 человек экономически активные. 

## Экономика
Процентаж безработицы - 0.3. По сравнению с прошлым годом в этом году было открыто 63 новых бизнес-объекта и трудоустроено 151 человек. За 10 месяцев 2022 года в Кызылжарминском сельском округе поддержано 77 проектов, от всех финансовых организаций поступило средств на сумму 153,1 млн тенге. 58 его проектов — это безвозмездные гранты Bastau Business, из которых выделено 71,1 млн средств. Согласно бюджетной программе на 2021-2022 годы сумма средств, учтенных по итогам 10 месяцев текущего года, составляет 114 097,3 тыс. тенге. На сегодняшний день освоение средств составляет 114 048,4 тыс. тенге, то есть 99,9 процента.
В 2022 году на начало работ по мощению 35 улиц в микрорайонах Кызылжарма-1 и Кызылжарма-2, которые являются окраинами  добывающего района, будет выделено 190 млн. тенге был пересмотрен. В настоящее время подрядчиком ТОО «УАД» заасфальтировано 8 улиц, а остальные улицы начнутся в феврале-марте 2023 года.
По итогам 10 месяцев текущего года 1066 семьям с низким уровнем жизни на селе назначена специальная социальная помощь, общая сумма которой составляет 181 миллион тенге. Финансовая поддержка со стороны государства составила 355 тысяч тенге.

## Социальная помощь
Кроме того, в селе регулярно проводятся благотворительные акции. С начала года более 200 социально незащищенных, неполных многодетных семей получили продовольственную помощь в рамках благотворительно-попечительских акций и в течение месяца Рамадан.